# Gyrobicoupole décagonale allongée
Pour les articles homonymes, voir J39.
En géométrie, la gyrobicoupole décagonale allongée est un des solides de Johnson (J39). Comme son nom l'indique, il peut être construit en allongeant une gyrobicoupole décagonale (J31), c'est-à-dire en insérant un prisme décagonal entre ses moitiés congruentes. Si on opère une rotation de 36 degrés sur une des coupoles décagonales (J5) avant d'insérer le prisme donne une orthobicoupole décagonale allongée  (J38).
Les 92 solides de Johnson ont été nommés et décrits par Norman Johnson en 1966.